# Teresa Serrador
Teresa Serrador (Bolivia, 1899 - Buenos Aires, Argentina; 19 de julio de 1982) fue una actriz boliviana de teatro, cine y televisión. 

## Biografía
Perteneciente al clan teatral Serrador, era hermana de los también actores Nora, Pepita, Juan y Esteban Serrador, tenía una voz característica y se destacó encarnando la curandera en el filme Martín Fierro. 
En el teatro tuvo una larga carrera integrando los elencos encabezados por Gloria Guzmán y por Lola Membrives, entre otros y participó en el estreno mundial de La casa de Bernarda Alba en el Teatro Avenida de Buenos Aires en 1945 junto a la gran Margarita Xirgú.
Madre del actor Pastor Serrador.

## Filmografía

### Cine
- Lo prohibido está de moda (1968)
- Martín Fierro (1968) .... Curandera
- De profesión, sospechosos (1966)
- Pecadora (1955)
- Mi viudo y yo (1954)
- Como tú lo soñaste (1947)
- Concierto de almas (1942)
- Una novia en apuros (1942)
- Un bebé de París (1941) .... La madre
- Medio millón por una mujer (1940)
- Las de Barranco (1938)
- Lo que le pasó a Reynoso (1937)
- ¡Goal! (1936)

### Televisión
- El mundo del espectáculo. Episodio «El genio alegre» (1968)
- Candilejas (serie, 1965) .... Leonarda
- Yerma (1963)
- Mañana puede ser verdad. Episodio  «El hombre que perdió su risa» (1962)